# The Road of Anthracite
The Road of Anthracite byl americký němý film z roku 1903. Režisérem byl Edwin S. Porter (1870–1941). Film, který se skládal z několika scén, měl propagačně ukázat, že cestující na lince Delaware-Lackawanna nebudou zasaženi uhelnými sazemi (antracitem). Jedná se o jednu z prvních reklam na filmovém plátně.

## Obsazení
| Marie Murray | Phoebe Snow |